# Liste des évêques d'Osnabrück
La liste des évêques d'Osnabrück rassemble les évêques du diocèse d'Osnabrück.

## Liste des évêques d'Osnabrück

### Premiers évêques (803-1225)
- 803-804 : Wihon (de)
- 805-829 : Meginhard (de)
- 829-845 : Goswin (de)
- 847-860 : Gauzbert (de)
- 860-887 : Egbert (de)
- 887-906 : Egilmar (de)
- 906-918 : Bernard Ier
- 918-949 : Dodon Ier (de)
- 949-967 : Drogon Ier (de)
- 967-978 : Ludolphe
- 978-996 : Dodon II
  - 978-980 : Kunon (anti-évêque)
- 996-998 : Gonthier
- 998-1003 : Wodilulphe
- 1003-1022 : Dietmar (de)
- 1023-1027 : Meginher
- 1028-1036 : Gozmar
- 1036-1052 : Alberich
- 1052-1067 : Bennon Ier
- 1068-1088 : Bennon II (de)
- 1088-1093 : Markward (de)
- 1093-1101 : Widon (de)
- 1101-1109 : Jean Ier (de)
- 1109-1119 : Gottschalk de Diepholz (de)
- 1119-1137 : Diethard (de)
  - 1119-1125 : Conrad (anti-évêque)
- 1137-1141 : Udon d'Osnabrück (de)
- 1141-1173 : Philippe de Katzenelnbogen (de)
  - 1141 : Wezel (anti-évêque)
- 1173-1190 : Arnold (de)
- 1190-1216 : Gérard Ier d'Oldenbourg-Wildeshausen
- 1216-1224 : Adolphe de Tecklembourg

### Princes-évêques (1225-1803)
- 1224-1226 : Engelbert Ier d'Isenberg (de)
- 1226-1227 : Othon Ier
- 1227-1239 : Conrad Ier de Velber (de)
- 1239-1250 : Engelbert Ier d'Isenberg (de)
- 1251-1258 : Brunon d'Isenberg (de)
- 1259-1264 : Baudouin de Rüssel
- 1265-1269 : Widukind de Waldeck (de)
- 1270-1297 : Conrad II de Rietberg (de)
- 1297-1308 : Louis de Ravensberg (de)
- 1309-1320	: Engelbert II de Weyhe
- 1321-1349 : Gottfried d'Arnsberg (de)
- 1350-1366	: Jean II Hoet (de)
- 1366-1376 : Melchior de Brunswick-Grubenhagen (de)
- 1376-1402 : Thierry de Horne (de)
- 1402-1410 : Henri III de Holstein-Rendsbourg
- 1410-1424 : Othon II de Hoya (de)
- 1424-1437 : Jean III de Diepholz (de)
- 1437-1442 : Éric Ier de Hoya (de) (administrateur)
- 1442-1450 : Henri II de Moers (de) (administrateur)
- 1450-1454 : Albert de Hoya (de) (administrateur)
- 1454-1455 : Rodolphe de Diepholz
- 1455-1482 : Conrad III de Diepholz (de)
- 1482-1508 : Conrad IV de Rietberg (de)
- 1508-1532 : Éric II de Brunswick-Grubenhagen
- 1532-1553	: François de Waldeck
- 1553-1574 : Jean IV de Hoya (de)
- 1574-1585 : Henri de Saxe-Lauenbourg
- 1585 : Wilhelm von Schencking (de)
- 1585-1591 : Bernard de Waldeck
- 1591-1623 : Philippe-Sigismond de Brunswick-Wolfenbüttel
- 1623-1625 : Eitel-Frédéric de Hohenzollern
- 1625-1661 : Franz Wilhelm von Wartenberg
- 1662-1698 : Ernest-Auguste de Hanovre (protestant)
- 1698-1715 : Charles-Joseph de Lorraine (catholique)
- 1715-1728 : Ernest-Auguste de Hanovre (protestant)
- 1728-1761 : Clément-Auguste de Bavière (catholique)
- 1764-1803 : Frédéric d'York (protestant)

### Évêques modernes (depuis 1857)
- 1857-1866 : Paul Melchers
- 1866-1878 : Johannes Heinrich Beckmann (de)
- 1882-1898 : Bernhard Höting (de)
- 1899-1914 : Hubertus Voß (de)
- 1914-1955 : Wilhelm Berning (de)
- 1957 : Franziskus Demann (de)
- 1957-1987 : Helmut Hermann Wittler (de)
- 1987-1995 : Ludwig Averkamp
- 1995-2023 : Franz-Josef Bode
- depuis 2024 : Dominicus Meier